# Färöischer Fußballpokal 1993
Der Färöische Fußballpokal 1993 fand zwischen dem 21. März und 22. September 1993 statt und wurde zum 39. Mal ausgespielt. In der Wiederholung des Endspiels, welches jeweils im Gundadalur-Stadion in Tórshavn auf Kunstrasen ausgetragen wurde, siegte B71 Sandur mit 2:1 gegen Titelverteidiger HB Tórshavn und konnte den Pokal somit zum ersten Mal gewinnen. Zudem nahm B71 Sandur dadurch an der Vorrunde vom Europapokal der Pokalsieger 1994/95 teil.
B71 Sandur und HB Tórshavn belegten in der Meisterschaft die Plätze vier und zwei. Mit SÍF Sandavágur erreichte ein Zweitligist das Viertelfinale.

## Teilnehmer
Teilnahmeberechtigt waren folgende 24 A-Mannschaften der vier färöischen Ligen:
| 1. Deild | 2. Deild                                                                                     | 3. Deild       | 4. Deild                                                                    |
| B36 Tórshavn B68 Toftir B71 Sandur GÍ Gøta HB Tórshavn ÍF Fuglafjørður KÍ Klaksvík LÍF Leirvík TB Tvøroyri VB Vágur | EB/Streymur MB Miðvágur NSÍ Runavík Royn Hvalba SÍ Sørvágur SÍ Sumba SÍF Sandavágur Skála ÍF | Æsir Vestmanna | AB Argir Bóltfelagið Đriv Fram Tórshavn Kaldbaks Bóltfelag Skansin Tórshavn |

## Modus
Sämtliche Erstligisten waren für die 2. Runde gesetzt. Die verbliebenen unterklassigen Mannschaften spielten in zwei Runden die restlichen sechs Teilnehmer aus. Alle Runden wurden im K.-o.-System ausgetragen.

## Qualifikationsrunde
Die Partien der Qualifikationsrunde fanden am 21. März statt.
|                  | Ergebnis  |                    |
| ---------------- | --------- | ------------------ |
| Bóltfelagið Đriv | 2:3 (0:1) | Kaldbaks Bóltfelag |
| Fram Tórshavn    | 4:0 (0:0) | Skansin Tórshavn   |

## 1. Runde
Die Partien der 1. Runde fanden zwischen dem 27. und 30. März statt.
|                    | Ergebnis                         |                |
| ------------------ | -------------------------------- | -------------- |
| AB Argir           | 1:3 (1:3)                        | SÍ Sørvágur    |
| EB/Streymur        | 3:2 (2:2)                        | Royn Hvalba    |
| Fram Tórshavn      | 2:7 (1:5)                        | Æsir Vestmanna |
| Kaldbaks Bóltfelag | 1:5 (1:0)                        | Skála ÍF       |
| MB Miðvágur        | ?:? n. V. (1:1, ?:?) (4:6 n. E.) | NSÍ Runavík    |
| SÍF Sandavágur     | 3:2 (2:2)                        | SÍ Sumba       |

## 2. Runde
Die Partien der 2. Runde fanden am 3. und 4. April statt.
|                | Ergebnis             |                 |
| -------------- | -------------------- | --------------- |
| VB Vágur       | 6:1 (1:1)            | Æsir Vestmanna  |
| B36 Tórshavn   | 3:1 n. V. (1:1, 1:0) | NSÍ Runavík     |
| B71 Sandur     | 3:0 (0:0)            | LÍF Leirvík     |
| GÍ Gøta        | 2:1 (0:1)            | B68 Toftir      |
| HB Tórshavn    | 4:0 (2:0)            | TB Tvøroyri     |
| SÍ Sørvágur    | 0:1 (0:0)            | KÍ Klaksvík     |
| SÍF Sandavágur | 4:1 (3:0)            | EB/Streymur     |
| Skála ÍF       | 2:6 (0:2)            | ÍF Fuglafjørður |

## Viertelfinale
Die Viertelfinalpartien fanden am 7. und 8. April statt.
|              | Ergebnis  |                 |
| ------------ | --------- | --------------- |
| VB Vágur     | 3:0 (1:0) | KÍ Klaksvík     |
| B36 Tórshavn | 3:2 (2:2) | ÍF Fuglafjørður |
| B71 Sandur   | 8:1 (3:0) | SÍF Sandavágur  |
| GÍ Gøta      | 1:3 (1:1) | HB Tórshavn     |

## Halbfinale
Die Hinspiele im Halbfinale fanden am 28. und 29. Mai statt, die Rückspiele am 3. Juli.
|             | Gesamt |              | Hinspiel  | Rückspiel |
| ----------- | ------ | ------------ | --------- | --------- |
| HB Tórshavn | 7:4    | VB Vágur     | 4:0 (1:2) | 3:4 (1:1) |
| B71 Sandur  | 3:2    | B36 Tórshavn | 1:1 (0:1) | 2:1 (2:1) |

## Finale
Das erste Finalspiel fand am 3. August statt. Da dieses auch nach Verlängerung unentschieden stand, wurde ein Wiederholungsspiel für den 22. September angesetzt.

### 1. Spiel
| Paarung        | HB Tórshavn – B71 Sandur |
| Ergebnis       | 1:1 n. V. (1:1, 1:0) |
| Datum          | 3. August 1993 |
| Stadion        | Gundadalur, Tórshavn |
| Schiedsrichter | Lassin Isaksen (Klaksvík) |
| Tore           | 1:0 Rúni Nolsøe (20.) 1:1 Páll á Reynatúgvu (85.) |
| HB Tórshavn    | Kaj Leo Johannesen – Jón Dahl, Andreas F. Hansen, Jan Dam, Jóannes Jakobsen , Ari Thomassen – Rúni Nolsøe, Hans Thomassen, Leivur Holm, Kári Reynheim – Uni Arge Cheftrainer: Sverri Jacobsen                             |
| B71 Sandur     | Jerzy Bzdega – Bjarki Mohr, Sofus Clementsen, Ib Mohr Olsen, Niclas Joensen – Piotr Krakowski, Páll á Reynatúgvu , Rúni í Soylu, Jóan Petur Clementsen, Torbjørn Jensen, Eli Hentze Cheftrainer: Piotr Krakowski ( Polen) |
| Gelbe Karten   | Leivur Holm, Sigfríður S. Clementsen – Sofus Clementsen, Bjarki Mohr, Jerzy Bzdega |
| Besonderheiten | Sigfríður S. Clementsen und Julian S. Johnsson wurden auf Seiten von HB sowie Páll Ivan Petersen und Frankie Jensen auf Seiten von B71 eingewechselt, wer für sie ausgewechselt wurde, ist nicht bekannt.                 |

### Wiederholungsspiel
| Paarung        | HB Tórshavn – B71 Sandur |
| Ergebnis       | 1:2 (1:1) |
| Datum          | 22. September 1993 |
| Stadion        | Gundadalur, Tórshavn |
| Schiedsrichter | Lassin Isaksen (Klaksvík) |
| Tore           | 0:1 Torbjørn Jensen (35.) 1:1 Hans Petur í Brekkunum (45.) 1:2 Páll á Reynatúgvu (49.) |
| HB Tórshavn    | Kaj Leo Johannesen – Andreas F. Hansen, Niclas Johannesen, Kári Nielsen – Rúni Nolsøe, Julian S. Johnsson, Hans Petur í Brekkunum, Hans Thomassen (78. Sámal Erik Hentze), Kári Reynheim – Sigfríður S. Clementsen (63. Jón Dahl), Uni Arge Cheftrainer: Sverri Jacobsen |
| B71 Sandur     | Marner Tausen – Bjarki Mohr, Sofus Clementsen, Ib Mohr Olsen, Niclas Joensen – Piotr Krakowski, Páll á Reynatúgvu , Rúni í Soylu, Jóan Petur Clementsen – Torbjørn Jensen, Eli Hentze Cheftrainer: Piotr Krakowski ( Polen)                                              |
| Gelbe Karten   | Andreas F. Hansen, Niclas Johannesen – Eli Hentze |

## Torschützenliste
Bei gleicher Anzahl von Treffern sind die Spieler nach dem Nachnamen alphabetisch geordnet.
| Platz | Spieler               | Verein          | Tore |
| ----- | --------------------- | --------------- | ---- |
| 1     | Torbjørn Jensen       | B71 Sandur      | 06   |
| 2     | Margar Hansen         | ÍF Fuglafjørður | 04   |
| 2     | Gunnar Mohr           | HB Tórshavn     | 04   |
| 2     | Torkil Nielsen        | SÍF Sandavágur  | 04   |
| 2     | Pól Thorsteinsson     | VB Vágur        | 04   |
| 6     | Uni Arge              | HB Tórshavn     | 03   |
| 6     | Jóan Petur Clementsen | B71 Sandur      | 03   |
| 6     | Símun Eliasen         | ÍF Fuglafjørður | 03   |
| 6     | Hálvdan Haldansen     | Æsir Vestmanna  | 03   |
| 6     | Jens Kristian Hansen  | B36 Tórshavn    | 03   |
| 6     | Agnar Højgaard        | Skála ÍF        | 03   |
| 6     | Jákup Jóanesarson     | Æsir Vestmanna  | 03   |